# Joseph Pfleger (homme politique, 1873-1957)
Pour les articles homonymes, voir Pfleger.
Ne doit pas être confondu avec Joseph Pfleger (homme politique, 1872).
Joseph Pfleger est un homme politique allemand et français né le 30 septembre 1873 à Rhinau (Bas-Rhin) et décédé le 28 mars 1957 à Turckheim (Haut-Rhin)
Médecin, à Turckheim, il est conseiller municipal. Il siège de 1906 à 1911 au Landesausschuss et en 1911 au Landtag d'Alsace-Lorraine. Membre du gouvernement provisoire en 1918, il est député du Haut-Rhin de 1919 à 1929, puis sénateur de 1929 à 1935. Il siège au groupe de l'Union républicaine. En 1945, il est élu maire de Turckheim, et redevient sénateur de 1946 à 1948. Il est membre de l'Union populaire républicaine (UPR) puis fonde l'Action populaire nationale d'Alsace avec d'autres dissidents de l'UPR.

## Sources
- « Joseph Pfleger (homme politique, 1873-1957) », dans le Dictionnaire des parlementaires français (1889-1940), sous la direction de Jean Jolly, PUF, 1960 [détail de l’édition]